# 布川桃花
布川 桃花（ふかわ ももか、1994年3月30日 - ）は、日本のモデル、タレント。2010年代にはELEVER（エレヴェー）に所属していた。
父は元シブがき隊メンバーの布川敏和。母は同じくELEVER所属タレントのつちやかおり。叔母は元アイドルの布川智子。兄は俳優の布川隼汰。妹は同じくELEVER所属タレントの布川花音。従兄弟に荻野心（智子の娘）がいる。

## 来歴・人物
東京都出身。文化学園大学服装学部服装社会学科卒業。
2012年、宮城県仙台市で開催された「東北コレクション 2012」でモデルデビュー。
2020年9月20日、同年2月に結婚していたことを父・布川敏和がInstagramと公式ブログで報告した。
2021年5月20日、第1子となる女児を出産。2022年10月23日、新型コロナウイルス感染症拡大の状況を受けて延期になっていた結婚式を、2年越しでようやく執り行った。
2023年5月10日には、第2子となる男児を出産したことを自らIntagramで報告した。長女を出産した時と同様、帝王切開での出産となった。
モデルの仕事を始めた頃から肌荒れや体調不良に悩まされ、ヴィーガン、グルテンフリーの食生活を始めた。ただし娘には強制せず、色々な食材を与えている。

## 受賞歴
- FASHIONWALKER 専属モデルオーディション グランプリプリモ（2014年）[8]
- DHCシンデレラアワード 2015 ウェアラブルコスメ賞（2014年）[9]
- ASIA BEAUTY SUMMIT 2016 特別スポンサー賞（2016年）[10]

## モデル活動

### ショー
- 東北コレクション 2012（2012年）
- 札幌コレクション 2013（2013年）
- 東京モデルコレクション（2014年）
- GirlsAward 2015（2015年）

### スチール
- ザ・リッツ・カールトン東京×日枝神社 ブライダルプラン[11]
- ナイガイ[12]
- コルグレース ベクトルパック（メディサイエンス・エスポア）
- FASHIONWALKER（ファッション・コ・ラボ）
- ananweb anan総研（マガジンハウス）
- saita mook 東京大人の隠れ家レストラン 2017年版（2017年、セブン&アイ出版）

### イメージガール
- ベストメガネコンタクト - 3代目イメージガール[13]

## 出演

### テレビドラマ
- 土曜時代劇 忠臣蔵の恋〜四十八人目の忠臣〜 第16話 - 第20話（2017年、NHK総合テレビ）[14]
- 木曜ドラマF リピート〜運命を変える10か月〜 第2話（2018年、読売テレビ）[1]

### テレビ番組
- ネプリーグ（2013年5月25日 - フジテレビ）
- ペケポン（2015年9月15日、11月10日、11月17日、フジテレビ）
- 良かれと思って!（2017年 - 2018年、フジテレビ） - アシスタント

### ネット配信番組
- YouTube タキシードチャンネル（2017年 - 、タキシードアトリエ ロッソネロ） - アシスタントMC